# جردن کلارک (بازیکن فوتبال اهل انگلستان)
جردن کلارک (انگلیسی: Jordan Clark؛ زادهٔ ۲۲ سپتامبر ۱۹۹۳) بازیکن فوتبال اهل بریتانیا است.
از باشگاه‌هایی که در آن بازی کرده‌است می‌توان به باشگاه فوتبال بارنزلی، باشگاه فوتبال اسکانتورپ یونایتد، باشگاه فوتبال هاید، باشگاه فوتبال چسترفیلد، و باشگاه فوتبال شروزبری تاون اشاره کرد.